# Leonor de Guzmán

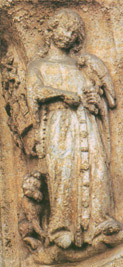
Leonor de Guzmán

Leonor Núñez de Guzmán (* 1310 in Sevilla; † 1351 in Talavera de la Reina) war eine kastilische Adlige und die Mätresse von König Alfons XI. von Kastilien.

## Leben
Leonor war die Tochter des jüdischen Kaufmanns und Adligen Pedro Núñez de Guzmán Gonzales und seiner Frau Juana Ponce de León y Meneses, einer Urenkelin von König Alfons IX. von León. Ihre Eltern verheirateten Leonor als junges Mädchen mit Juan de Velasco.

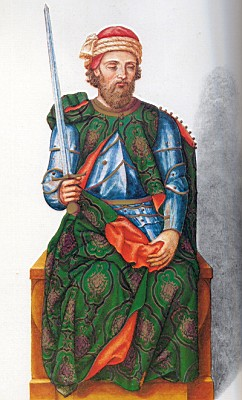
König Alfons XI.

Nach dessen Tod (1328) machte sie, kaum 20-jährig, in Sevilla die Bekanntschaft des ebenfalls jungen Königs Alfons XI. Dieser war von ihrer Schönheit so angetan, dass er eine dauerhafte Liaison mit ihr einging. Er bevorzugte sie auch gegenüber seiner Gattin Maria von Portugal, Tochter des portugiesischen Königs Alfons IV., die er 1328 aus politischen Gründen geheiratet hatte. Nachdem Maria den Thronfolger, den nachmaligen Peter I. den Grausamen, geboren hatte (1334), verließ Alfons XI. sie gänzlich und lebte fortan nur mehr mit Leonor zusammen. Die gedemütigte rechtmäßige Königin nahm ihrem untreuen Gatten dessen auch öffentlich zur Schau gestellte Bevorzugung seiner Geliebten übel. Der König beschenkte Leonor reichlich, so mit den Herrschaften Huelva, Tordesillas, Medina-Sidonia u. a. Außerdem richtete er für sie in Sevilla eine eigene Hofhaltung ein und hörte auch in politischen Dingen oft auf ihren Rat. Durch ein Komplott des Infanten Juan Manuel, in das auch Leonor verstrickt wurde, sollte die legitime Gattin Alfons’ XI. endgültig verstoßen werden. In der Folge mischte sich sogar der Papst in diese Affäre ein und es kam zu militärischen Auseinandersetzungen mit Portugal.

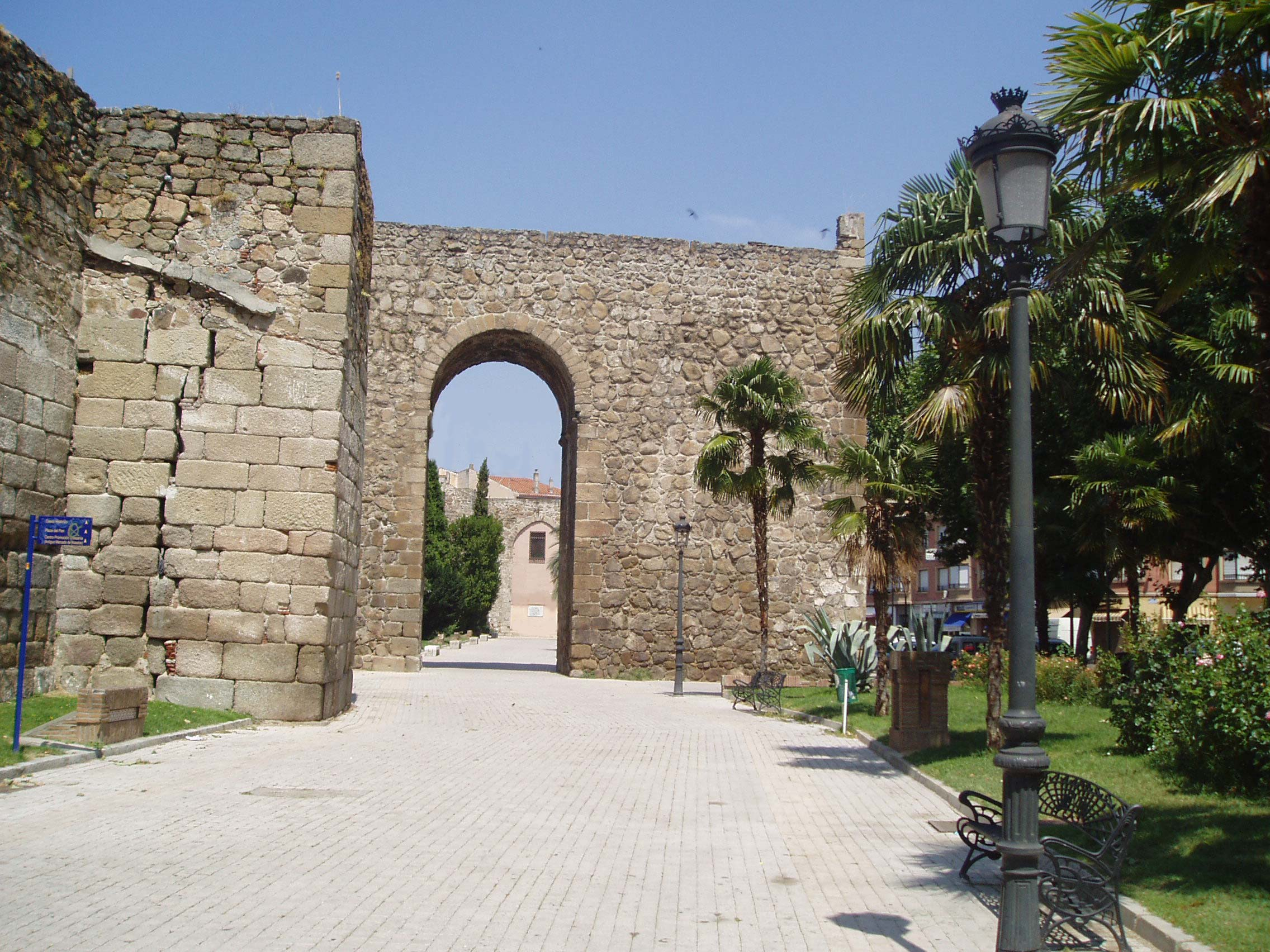
Alcázar de Talavera de la Reina

Leonor wurde nach dem Tod ihres Geliebten, des Königs, der während der Belagerung von Gibraltar an der Pest starb (27. März 1350), von dessen nach Rache dürstender Witwe, der Königin Maria, und deren nun den Thron innehabendem Sohn Peter I. verfolgt. Zunächst nahm Leonor, die Alfons XI. nach Gibraltar begleitet hatte, als trauernde Witwe am Leichenzug des toten Königs nach Sevilla teil, betrat aber diese Stadt aus Angst vor einer Verhaftung nicht, da sich dort Maria und ihr Sohn befanden. Stattdessen begab sie sich in die gut befestigte und in ihrem Besitz befindliche Stadt Medina-Sidonia (Andalusien). Aber auch dort fühlte sie sich nicht sicher und ging doch nach Sevilla in der Hoffnung, von Peter I. gnädig behandelt zu werden. Doch ließ dieser sie gefangen setzen. Anfänglich in der Burg von Sevilla interniert, durfte Leonor noch ihre Freunde und vor allem ihren Sohn Heinrich von Trastamara empfangen. Aus Angst, dass Anhänger Leonors ihren Sohn stürzen könnten, ließ Maria aber schließlich ihre ehemalige Nebenbuhlerin nach Talavera de la Reina wegschaffen und bald darauf durch den Gouverneur von Toledo, Olmeida, hinrichten (1351). Manche Forscher suchen den Grund für diese Exekution in Marias Hass, andere nehmen den Aufstand von Leonors Söhnen Heinrich und Tello gegen König Peter I. als Ursache an. In den folgenden Jahren dauerte der Machtkampf zwischen den rivalisierenden Halbbrüdern fort und endete 1369 mit Peters Ermordung und der Thronbesteigung von Leonors Sohn als Heinrich II.
Insgesamt hatten Leonor und König Alfons XI. zehn Kinder:
- Pedro, Herr von Aguilar (* 1330; † 1338).
- Juana, Herrin von Trastamara (* 1330; † 1375).
- Sancho, Herr von Ledesma (* 1331; † 1343).
- Heinrich II., König von Kastilien (* 1334; † 1379).
- Fadrique, Großmeister des Santiagoordens und Herr von Haro (* 1335; † 1358).
- Fernando, Herr von Ledesma (* 1336; † 1342)
- Tello, Herr von Aguilar de Campoo sowie durch Heirat Herr von Lara und Vizcaya (* 1337; † 1370)
- Juan, Herr von Badajoz und Jerez de la Frontera (* 1341; † 1359).
- Sancho, Graf von Alburquerque (* 1342; † 1375).
- Pedro (* 1345; † 1359).